# Melexis
Melexis N.V. ist ein belgischer Mikroelektronikhersteller für Mixed-Signal-IC und integrierte Sensor-ICs, wie z. B. Hall-Sensoren und Mikrosysteme (MEMS). Die meisten ICs sind auf den Automobilbereich ausgelegt. Melexis ist eng mit der X-FAB-Gruppe verbunden.
Früher firmierte die Firma unter dem Namen Elex.